# Tue Lassen

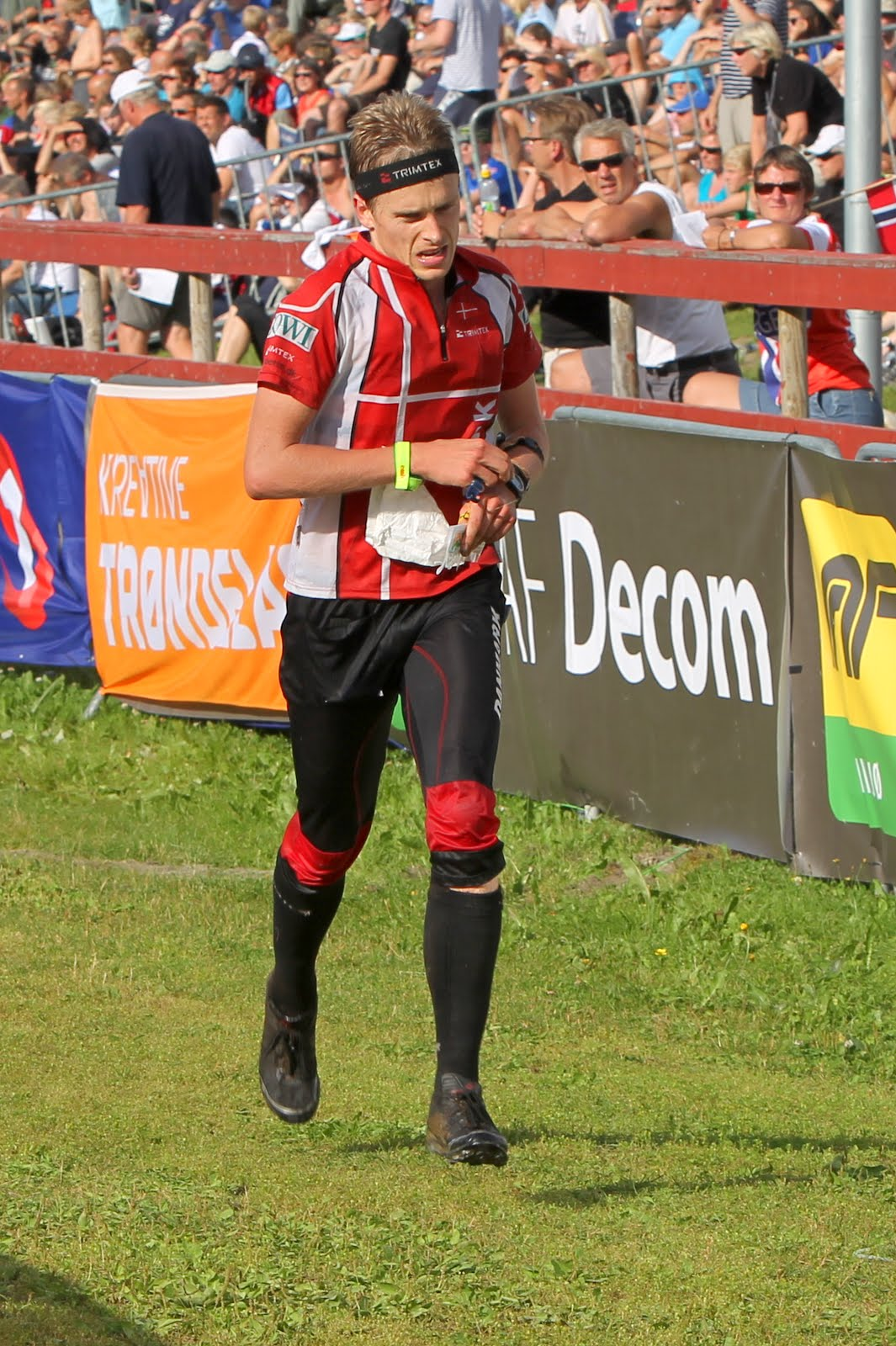
Tue Lassen

Tue Lassen (* 28. November 1985 in Faaborg) ist ein dänischer Orientierungsläufer.
Lassen erreichte 2010 bei den Europameisterschaften im bulgarischen Primorsko seine erste Top-Ten-Platzierung, als er im Sprint Sechster wurde. 2011 folgte ein siebter Platz bei den Weltmeisterschaften in Frankreich auf der Mitteldistanz. 2012 und 2013 wurde er Neunter bzw. Achter auf der Langdistanz bei den Weltmeisterschaften in Lausanne bzw. Vuokatti. Seine erste internationale Medaille gewann er im dänischen Mixedteam (Lassen, Ida Bobach, Rasmus Thrane Hansen und Maja Alm) 2013 bei den World Games. 2014 startete Lassen erstmals bei einem WM-Sprintrennen und wurde hierbei prompt Dritter hinter seinem Landsmann Søren Bobach und dem Schweizer Daniel Hubmann. Zwei Tage später gewann er eine Silbermedaille mit der Mixedstaffel, in der diesmal neben Lassen noch Emma Klingenberg, Søren Bobach sowie Maja Alm liefen. 
Tue Lassen vertritt international den finnischen Klub Vaajakosken Terä. Zuvor war er auch für OK Pan Århus und Bækkelagets SK aktiv. In Dänemark läuft er für den Faaborg OK.

## Platzierungen
| Weltmeisterschaften  | Sprint | Mittel | Lang | Staffel | Mixed |
| -------------------- | ------ | ------ | ---- | ------- | ----- |
| 2007 Kiew            |        | n.q.   |      | 14.     |       |
| 2008 Olomouc         |        | 24.    |      | dsq.    |       |
| 2009 Miskolc         |        | 42.    |      | 12.     |       |
| 2010 Trondheim       |        | 15.    | dsq. | 12.     |       |
| 2011 Savoie          |        | 7.     | 37.  | 13.     |       |
| 2012 Lausanne        |        | 25.    | 9.   | 6.      |       |
| 2013 Vuokatti        |        | 22.    | 8.   |         |       |
| 2014 Trient/Venetien | 3.     | 22.    |      | 10.     | 2.    |

| Europameisterschaften | Sprint | Mittel | Lang | Staffel |
| --------------------- | ------ | ------ | ---- | ------- |
| 2008 Ventspils        |        | 36.    |      |         |
| 2010 Primorsko        | 6.     | 13.    | 18.  | 10.     |
| 2014 Palmela          |        | 64.    |      | 8.      |

| World Games | Sprint | Mittel | Mixed |
| ----------- | ------ | ------ | ----- |
| 2013 Cali   | dsq.   | 10.    | 2.    |

| Gesamt-Weltcup | Gesamt-Weltcup |
| -------------- | -------------- |
| 2006           | 49.            |
| 2007           | 124.           |
| 2008           | 34.            |
| 2009           | 89.            |
| 2010           | 17.            |
| 2011           | 37.            |
| 2012           | 23.            |
| 2013           | 10.            |

| Junioren-WM | Sprint | Mittel | Lang | Staffel |
| ----------- | ------ | ------ | ---- | ------- |
| 2004 Gdynia |        | 21.    | 34.  | 12.     |
| 2005 Tenero |        |        |      | 5.      |